# جو فيتزباتريك (ملاكم)
جو فيتزباتريك (بالإنجليزية: Joe Fitzpatrick) (4 ديسمبر 1994 ببلفاست في المملكة المتحدة - ) هو ملاكم بريطاني، صنّف ضمن فئة وزن الخفيف.

## روابط خارجية
- جو فيتزباتريك على موقع بوكس ريك (الإنجليزية) (registration required)